# ジョージ・ジーン・ネーサン
ジョージ・ジーン・ネーサン（英：George Jean Nathan、1882年2月14日-1958年4月8日）は、米国の演劇評論家、雑誌編集者。H. L. メンケンとともに文学雑誌『スマートセット』の編集者として活動し、後に『アメリカン・マーキュリー』誌を創刊・編集した。
インディアナ州のフォートウェインに生まれ、コーネル大学を1904年に卒業。大学では『コーネル・デイリー・サン』を編集し、栄誉学生会「Quill and Dagger」に名を連ねた。『バチェラー・ライフ』に対する賛辞を1941年に刊行する一方で、ネーサンは色男として知られ「Ladies man」の異名を持っていた。1955年には若年のジュリー・ヘイドンと結婚した。
1958年、ニューヨーク市にて逝去。76歳だった。ネーサンの名を冠する演劇評論賞「ジョージ・ジーン・ネーサン賞」など、演劇評論界に足跡を残した。「One does not go to the theater to see life and nature; one goes to see the particular way in which life and nature happen to look to a cultivated, imaginative and entertaining man who happens, in turn, to be a playwright」や「Great art is as irrational as great music.  It is mad with its own loveliness」、「Bad officials are elected by good citizens who do not vote」（誤った為政者は、投票に行かない善良な市民によって選出される）、「Opera in English is, in the main, just about as sensible a plea as baseball in Italian」など、数々の名言が遺されている。

## ジョージ・ジーン・ネーサン演劇批評賞
アメリカにおける演劇批評の父ネイサンの偉業を記念して設立され、年ごとの最優秀演劇批評書に与えられる。
- ハーバート・ブラウ：『Take Up the Bodies: Theater at the Vanishing Point』（イリノイ大学出版局、1982年）と『Blooded Thought: Occasions of Theater』（パフォーミングアーツジャーナル出版、1982年）で受賞
- ボニー・マランカ：1984年の著書『Theatrewritings』で受賞
- スコット・マクミリン：2006-2007 シーズンに受賞[6]